# 빔 실드
빔 실드(영어: Beam Shield, 일본어: ビームシールド)는 애니메이션 《건담 시리즈》에 등장하는 가공의 병기이다. 발생 기구는 작품에 따라 다양하지만, 대개 플라스마화된 입자를 전개하거나 빔을 방사함으로써 방어력을 얻는 실드(방패)이다.
모빌 슈트(MS)에 장비된 것은 방패와 흡사한 모양이지만, 함선에 탑재된 것은 함선 전체를 덮는 모양의 것도 존재한다. 에너지 소비가 심한 대신, 장갑판 실드와는 달리 파괴되지 않아 보다 뛰어난 방어 성능을 가지는 것으로 여겨진다.
1991년에 상영된 애니메이션 영화 《기동전사 건담 F91》에서 처음으로 등장했다.

## 같이 보기
- 빔 라이플
- 빔 사벨
- 양전자 리플렉터